# The Big Doe Rehab
Albums de Ghostface Killah
Hidden Darts
(2007) The Wallabee Champ
(2008)
Singles
1. We Celebrate
Sortie : 2008

The Big Doe Rehab est le septième album studio de Ghostface Killah, sorti le 4 décembre 2007.
L'album s'est classé 8e au Top R&B/Hip-Hop Albums et 41e au Billboard 200.

## Liste des titres
| No  | Titre                                                                                        | Contient un (des) sample(s) de                                   | Durée |
| --- | -------------------------------------------------------------------------------------------- | ---------------------------------------------------------------- | ----- |
| 1.  | At the Cabana Skit (featuring Raekwon et Shawn Wigs)                                         |                                                                  | 1:12  |
| 2.  | Toney Sigel A.K.A. the Barrel Brothers (featuring Beanie Sigel, Styles P. et Solomon Childs) | Falling (In Love With You) d'Al Wilson                           | 3:01  |
| 3.  | Yolanda's House (featuring Raekwon, Method Man et Joi Starr)                                 |                                                                  | 3:12  |
| 4.  | We Celebrate (featuring Kid Capri)                                                           | I Just Want to Celebrate de Rare Earth                           | 4:13  |
| 5.  | Walk Around (featuring Jayms Madison)                                                        | Packed Up and Took My Mind de Little Milton                      | 3:32  |
| 6.  | Yapp City (featuring Trife Da God et Sun God)                                                |                                                                  | 3:43  |
| 7.  | White Linen Affair (Toney Awards) (featuring Shawn Wigs)                                     | Body and Soul (That's the Way It's Got to Be) de Soul Generation | 4:07  |
| 8.  | Supa GFK                                                                                     | Superman Lover de Johnny « Guitar » Watson                       | 3:38  |
| 9.  | Rec-Room Therapy (featuring Raekwon et U-God)                                                | (They Long to Be) Close to You d'Isaac Hayes                     | 3:13  |
| 10. | The Prayer Skit (featuring Ox)                                                               |                                                                  | 1:23  |
| 11. | I'll Die for You (featuring Amille D. Harris)                                                | It's All Over des Independents                                   | 3:06  |
| 12. | Paisley Darts (featuring Raekwon, Sun God, Trife da God, Method Man et Cappadonna)           | Lie No. 2 des Originals                                          | 5:36  |
| 13. | Shakey Dog Starring Lolita (featuring Raekwon)                                               | Musings to Myself d'El Michels Affair                            | 3:09  |
| 14. | ! (Skit) (featuring Rhythm Roots Allstars, Shawn Wigs et Raekwon)                            |                                                                  | 0:36  |

| 15. | Killa Lipstick (featuring Method Man et Masta Killa) | Riding High de Faze-O | 3:38 |
| 16. | Slow Down (featuring Chrisette Michele)              |                       | 2:36 |